# Clause de priorité en WNBA
La clause de priorité est une règle de la Women's National Basketball Association appliquée depuis la saison WNBA 2023. Elle contraint les joueuses de cette ligue américaine féminine de basket-ball à rejoindre les camps d'entraînement des franchises au 1er mai, à une période où les compétitions hors des États-Unis ne sont pas forcément terminées.

## Histoire
Dans la convention collective 2020-2027 conclue en janvier 2020 entre la ligue et le syndicat des joueuses, il est introduit une clause de priorité appliquée depuis la saison WNBA 2023. Les joueuses ayant plus de deux saisons de service antérieur à la WNBA qui ne se présentent pas à leurs équipes avant le début désigné du camp d'entraînement ou le 1er mai, selon la date la plus tardive, s'exposent à une amende. Celles qui manquent le début de la saison régulière sont suspendues.
À partir de 2024, la règle se durcit encore : les joueuses qui manqueront le début du camp d'entraînement seront suspendues pour la saison. Cela entraîne le forfait de joueuses européennes comme Astou Ndour, Emma Meesseman et Gabby Williams,. À l'inverse, la française Marine Johannès se rend à New York, ce qui la prive de compétition en équipe de France, le staff refusant aux sélectionnées de n'effectuer qu'une partie de la préparation.
Les salaires dans les meilleures équipes européennes étant supérieures à ceux de la WNBA, d'abord conçue comme une ligué d'été, des joueuses américaines regrettent cette contrainte, mais la règle pénalise plus particulièrement les joueuses européennes qui souhaitent conclure la saison entamée avec leur club mais aussi disputer des compétitions avec leur équipe nationale.
Pour Sue Bird, joueuse qui avait participé aux négociations, la clause de priorité est une concession faite par le syndicat à la ligue contre la mise en œuvre du congé maternité et des augmentations de salaires, mais elle défend également l'esprit de la règle « Je veux que la WNBA soit la seule ligue où jouer. Je veux qu'elle prospère afin que nous n'ayons plus à jouer à l'étranger ». Avant cette CBA, la WNBA avait dû déplorer l'absence de certaines de ses vedettes comme Diana Taurasi, absente de la saison 2015 ou Angel McCoughtry pour la saison 2017, soit par choix d'avoir un temps de repos, soit parce que leur équipe européenne les indemnisait de ce forfait.

## Des calendriers contraints
Lors de sa saison inaugurale, la WNBA se déroule de juin à août et 28 rencontres de saison régulière avec des matches de play-offs à élimination directe, mais sa saison régulière et ses phases finales s'allongent progressivement pour couvrir une période allant de mai à octobre. La participation de l'équipe américaine aux Jeux olympiques implique une trêve lors de la saison, de même que pour les championnats du monde. Ceux-ci passant d'une compétition estivale au mois de septembre, la WNBA avance alors sa saison.
La WNBA s'est glissée dans l'intersaison de la NBA, au plus près de la fin de saison NCAA, et a offert une opportunité nouvelle aux joueuses en activité et un but aux joueuses universitaires.
Toutefois, les salaires en WNBA sont restés inférieurs à ceux pratiqués par exemple en Europe (notamment celles d'oligarques russes n'attendant pas un retour pécuniaire sur investissement) car le but des franchises est d'être collectivement profitables et elles ont donc un plafond salarial, progressivement relevé mais resté plus faible que certaines équipes hors WNBA.
Pour 2023, le salaire supermax est fixé à 234 936 $ et le max à 202 154 $ avec un salaire minimum à 62 285 $, leur progression étant programmée pour 2027 à respectivement à 264 423 $, 227 527 $ et 70 103 $.

## Critiques de la règle
Cette règle est critiquée notamment par Gabby Williams, retenue par la préparation olympique avec l'équipe de France. Elle peut néanmoins signer comme agent libre au Storm entre la fin des JO et la trade deadline en raison d'une exception au CBA pour les années olympiques), mais rappelle que les salaires sont plus importants en Euroligue qu'en WNBA, elle explique : « je pense que la priorisation doit aller de pair avec l’argent que nous faisons ».
La Belge  Emma Meesseman estime la règle « injuste ». En marge du tournoi olympique, l'internationale allemande Satou Sabally critique la règle et interpelle la commissaire Cathy Engelbert pour réforme le CBA : « Je pense que ce n'est pas bien de punir les joueuses internationale. C'est tout simplement injuste. Je pense que la NBA fait mieux pour accueillir les joueurs internationaux et les promouvoir dans les médias. Il y a clairement une disparité (...) On dirait que la WNBA ne veut pas soutenir ou accueillir les internationales ».

## Soutiens à la règle
Une joueuse comme Sue Bird a d'abord cumulé les compétions à l'étranger et en WNBA, avant de se consacrer entièrement à la ligue américaine. Au-delà de l'âge rendant plus difficile cette double saison, elle a pu se limiter à la seule WNBA car elle disposait de contrats de sponsoring et d'activités annexes de consultante sportive compensant cette absence de rémunération pour des compétitions à l'étranger, mais ce cas de figure reste limité à quelques stars. En 2023-2024, Aerial Powers s'est permis de ne pas jouer à l'étranger en se consacrant à l'équipe esport Team Liquid, ce qui lui a permis de reposer son corps.
La situation pourrait prendre de l'ampleur si à l'avenir la popularité de la WNBA lui permettait d'offrir des salaires proches ou supérieurs des autres ligues, avec la possibilité d'une domination de la WNBA, comparables à la NBA où la possibilité de concilier deux championnats est impossible.
Critique en 2022, l'américaine Breanna Stewart est elle partagée, mais soutient plutôt l'évolution : « La clause de priorisation limite vraiment la possibilité de jouer dans les deux univers. Heureusement, notre nouvelle convention renforce l'attractivité de notre ligue pour toutes ».
Manageuse générale du Fever de l'Indiana, Lin Dunn rappelle que quand elle était entraîneuse : « Nous avons adapté nos rythmes à ceux de la FIBA. En quoi la FIBA s'est-elle adaptée à nous ? J'ai le même sentiment que les propriétaires, que les franchises et les fans qui veulent la WNBA soit numéro 1 ». « Je pense que cela va être douloureux au début (...) Si vous voulez aller jouer à l'étranger et que c'est compatible avec les rythmes de la WNBA, allez-y. Mais il est temps de réellement donner la priorité à la ligue ».
Pour la commissaire de la WNBA Cathy Engelbert, « Je ne veux pas dire que je ne veux pas que les joueuses aillent jouer à l'étranger. Mais, tout à fait, nous allons offrir des choix aux joueuses et nous voulons qu'elles priorisent plus la W [WNBA] ».

## Conséquences
Le chevauchement de la saison WNBA avec les autres compétitions en club et en équipes nationales risque d'exacerber les conflits.
En championnat de France, la joueuse américaine de Villeneuve-d'Ascq Kennedy Burke quitte son club avant les finales LFB qui se tiennent en mai, afin de rejoindre le Liberty de New York dans les délais requis, car Burke avait faire inclure à son contrat un départ anticipé en cas d'obtention d'un garanti en WNBA.
De même, en début de saison les équipes ayant sous contrat des joueuses évoluant en WNBA doivent leur accorder un temps de repos ce qui retarde leur intégration et oblige certaines équipes à engager des joueuses pour l'intérim
La décision d'allonger sa saison régulière pour la porter de 40 à 44 matches dès la saison 2025 va rendre plus encore difficile la conciliation entre la saison WNBA et les autres compétitions nationales.
Si les joueuses WNBA sont libérées pour le tournoi olympique et pour la coupe du monde, qualificative pour les JO, le calendrier WNBA ignore les compétitions continentales. Ainsi plusieurs joueuses européennes pourraient renoncer au championnat d'Europe 2025, programmé du 19 au 29 juin 2025 en pleine saison de la ligue américaine.
L'incitation à délaisser les championnats non-américains pourraient être renforcée par l'émergence de nouvelles compétitions, notamment de 3x3, en saison hivernale, telle l'initiative Athletes Unlimited league programmée sur cinq semaines en janvier et février à Las Vegas. Évoquant le choix à venir de jeunes talents comme Paige Bueckers, Sue Bird décalre : « Si j'ai 25 ans et que je peux gagner autant d'argent près de chez moi, je reste à domicile ».